# 静安村 (大店镇)
静安村是中华人民共和国安徽省宿州市埇桥区大店镇下辖的一个村级行政单位，下辖26个村民组。该村现有人口3820人，其中有外出务工人员765人，经济主要为种植小麦和黄豆，而主要收入来源则是劳务收入。2009年时该村种植面积为小麦7500亩，黄豆6000亩。村内还建有静安村蔬菜示范基地。   